# Takeshi Kimura (diễn viên)
Takeshi Kimura (□□□ □□ kimura takeshi) sinh ngày 28/9/1977 (39 tuổi) là một diễn viên, ca sĩ Nhật Bản. Anh được biết đến qua phim truyền hình và tokusatsu như Masashi Sudo/Kamen Rider Scissor trong Kamen Rider Ryuki, như Takafumi Kamiya trong Hatsukoi.com, như Yuu Nishikawa trong Inaka de Kurasouyo.

## Tiểu sử
Anh bắt đầu hoạt động vào năm 16 tuổi, và chính thức làm diễn viên vào năm 20 tuổi. Năm 2001, anh bước vào ngành âm nhạc và hoạt động như một nghệ sĩ guitar. Năm 2002, anh đóng vai Masashi Sudo, một nhân vật phản diện trong Kamen Rider Ryuki. Sau đó anh nghỉ hưu để làm công nhân xây dựng, nhưng đã trở lại đóng phim một vài năm sau đó.

## Phim đã đóng
Phim truyền hình:
- Hatsukoi.com: Takafumi Kamiya.
- Shinjistu Ichiro: Yuzuru Ogoshi.
- Kamen Rider Ryuki (TV Asahi 2002-2003): Masashi Sudo/ Kamen Rider Scissors.
- Kingyo no Fun.
- Hot Dog Express.
- Anaza Hevan (Tập 8).
- Inaka de Kurasouyo: Yuu Nishikawa
- Omizu no Hanamichi (tập 7): Nagase
- Beach Boys (tập 12): Kokura

Phim điện ảnh:
- Tomoko no Baai: Tarou Kobayashi
- Bokuwa Benkyou ga dekinai: Masaharu Goto
- Innocent World: Mizuki
- Neko

Truyền hình đặc biệt:
- Kamen Rider Ryuki Special: 13 Rider